# Tom Gibis
Tom (Thomas Wayne) Gibis (West St. Paul, 22 agosto 1965) è un doppiatore e attore statunitense, noto soprattutto per essere il doppiatore in inglese di Shikamaru Nara in Naruto.

## Filmografia

### Live-action
- 1996 - Beautiful Girls
- 2002 - The Lobo Paramilitary Christmas Special

### TV
- 1996 - In the House
- 1997 - Beverly Hills 90210
- 2002 - Il tocco di un angelo
- 2002 - Grounded for Life
- 2003 - A.U.S.A

### Doppiaggio
- Digimon
- Naruto
- Shinzo